# Ак-Талаа (Кочкорский район)
Ак-Талаа (кирг. Ак-Талаа) — высокогорное село Кочкорского района. Входит в состав Ак-Кыянского аильного округа в Нарынской области Кыргызской Республики.
Население в 2009 году составляло 1028 человек. Жители заняты, в основном, в сельском хозяйстве — скотоводстве.